# Trish Adora
Trish Adora (Washington D. C., 13 de marzo de 1989) es una luchadora de lucha libre profesional estadounidense. 

## Carrera

### Comienzos (2016-2020)
En mayo de 2015, McNair comenzó su entrenamiento de lucha libre en Team 3D Academy, propiedad de The Dudley Boyz. En 2016, McNair haría su debut en la lucha libre bajo el nombre artístico de Trish Adora. Adora hizo su primera aparición en WWE en el episodio del 5 de septiembre de 2018 de NXT como talento de mejora, donde perdió ante la campeona femenina de NXT Kairi Sane en un combate sin título.
El 15 de febrero de 2020, en F1ght Club, Adora se convirtió en la primera Campeona Mundial de la Diáspora Pan-Afrikan World Wrestling en la final de un torneo.

### Ring of Honor (2021-presente)
En mayo de 2021, Adora comenzó a aparecer para la promoción nipona Ring of Honor (ROH). Compitió en el torneo ROH Women's World Championship, donde derrotó a Marti Belle y Allysin Kay en primera ronda y cuartos de final, respectivamente. Sin embargo, perdió ante Miranda Alize en las semifinales. El 29 de septiembre, Adora ha firmado con ROH. El 27 de octubre, ROH anunció que entrarían en pausa después de Final Battle en diciembre, y todo el personal también sería liberado de sus contratos.
El 10 de diciembre de 2022, Adora regresó a ROH tras su relanzamiento, donde fue derrotada por Willow Nightingale durante el pre-show de Final Battle.

### Tokyo Joshi Pro-Wrestling (2023-presente)
El 4 de enero de 2023, Adora hizo su debut en Tokyo Joshi Pro Wrestling (TJPW) durante el evento Tokyo Joshi Pro '23, donde desafió sin éxito a Miu Watanabe por el Campeonato Internacional de Princesas. El 31 de marzo, durante el primer show americano de TJPW en Los Ángeles (California), Adora hizo equipo con Hyper Misao para derrotar al equipo de Raku y Yuki Aino.

### All Elite Wrestling (2021-2022)
Adora apareció por primera vez para All Elite Wrestling (AEW) en el episodio del 22 de noviembre de 2021 de Dark: Elevation perdiendo ante Riho. En el episodio del 16 de mayo de Elevation, Adora retó a Mercedes Martinez por el Campeonato Mundial Femenino de ROH, pero no tuvo éxito.

## Campeonatos y logros
- Generation Championship Wrestling
  - GCW Women's Championship (1 vez)[13]
- PAWDWC Presents F1ght Club Pro Wrestling
  - Pan-Afrikan World Diaspora Wrestling World Championship (1 vez)[14]
  - Pan-Afrikan World Diaspora Wrestling World Championship Tournament (2020)
- Pro Wrestling Illustrated
  - Posicionada en el nº 50 del top 500 de luchadores individuales en el PWI Female 500 en 2022[15]
  - Posicionada en el nº 18 del top 150 de luchadoras femeninas en el PWI Female 500 en 2021[16]